# مايكل أنسارا
مايكل أنسارا (بالإنجليزية: Michael Ansara) مواليد 15 أبريل 1922 في سوريا - الوفاة 31 يوليو 2013 في كالاباساس، الولايات المتحدة، هو ممثل أمريكي سوري بدأ مسيرته الفنية سنة 1944. امتدت مسيرته الفنية لأكثر من 57 عاما.

## الأعمال
- الرداء (فيلم)
- أفعى النيل (فيلم)
- يوليوس قيصر (فيلم 1953)
- ديان
- الوصايا العشر (فيلم 1956)
- ستار تريك
- الساحل البربري
- الرسالة (فيلم)
- اغتيال (فيلم 1987)
- باتمان (مسلسل رسوم متحركة 1992)

## روابط خارجية
- مايكل أنسارا على موقع IMDb (الإنجليزية)
- مايكل أنسارا على موقع ألو سيني (الفرنسية)
- مايكل أنسارا على موقع أول موفي (الإنجليزية)
- مايكل أنسارا على موقع قاعدة بيانات برودواي على الإنترنت (الإنجليزية)
- مايكل أنسارا على موقع قاعدة بيانات الأفلام السويدية (السويدية)
- مايكل أنسارا على موقع إن إن دي بي (الإنجليزية)
- مايكل أنسارا على موقع قاعدة بيانات الفيلم (الإنجليزية)
- مايكل أنسارا على موقع كينوبويسك (الروسية)